# Daniel Enzweiler
Daniel Enzweiler (* 28. Juni 1963 in Tübingen) ist ein deutscher Schauspieler.

## Leben und Karriere
Daniel Enzweiler machte eine Ausbildung als Schriftsetzer und besuchte eine Schauspielschule. Seine wohl bekannteste Rolle spielte Enzweiler bei Gute Zeiten, schlechte Zeiten, wo er von Mai 1996 (Folge 986) bis September 1998 (Folge 1559) den Lehrer Jörg Reuter spielte. Bei den Dreharbeiten lernte er seine heutige Ehefrau Maren Thurm kennen, mit der er Drillinge (* 1999) hat.
Von 2000 bis 2007 spielte er bei Schloss Einstein die Rolle des Sportlehrers Gregor Haller, zuvor war er in dieser Serie schon in einer Nebenrolle als Kommissar zu sehen.

## Filmografie
- 1996–1998: Gute Zeiten, schlechte Zeiten
- 1997: Rosa Roth – Berlin (Fernsehreihe, Folge 7)
- 2000: Die Pfefferkörner
- 2000–2007: Schloss Einstein
- 2002: Hallo Robbie!
- 2005: Bewegte Männer
- 2009: Anna und die Liebe
- 2011: Herzflimmern – Die Klinik am See